# Ȁ
Ȁ, mała litera ȁ – litera alfabetu łacińskiego używana w piśmie wschodniego Dan oraz w zapisie fonologicznym lub poetycznym języka chorwackiego lub słoweńskiego. Litera A oznaczona jest diakrytyką z podwójnym akcentem grobowym.

## Użycie
W języku serbsko-chorwackim i słoweńskim ‹ȁ› służy do zanotowania a z krótkim opadającym tonem. Ponieważ w tych językach zwykle nie odnotowuje się tonu, użycie ‹ȁ› dotyczy głównie gramatyki i słowników